# Věra Klásková
Věra Klásková (* 6. prosince 1970, Česká Lípa) je česká překladatelka, textařka, zpěvačka, hudební skladatelka, klavíristka a kytaristka.
Vystudovala v Praze Filozofickou fakultu Univerzity Karlovy a Konzervatoř Jaroslava Ježka. Pracuje jako překladatelka z angličtiny, věnuje se převážně beletrii a duchovní literatuře, překládá díla klasických anglosaských autorů jako je William Saroyan, Martin Amis, John Katzenbach, Charles Whiting, Martin Pöppel, Dan Millman a další. Spolupracovala také na několika deskách Kapitána Kida.
Působí rovněž jako zpěvačka, klavíristka a kytaristka. Interpretuje písně a tradicionály Britských ostrovů, zejména irské balady. Působí také jako skladatelka a textařka. K několika jejím písním složil hudbu nebo napsal text Karel Tampier (bývalý člen skupiny Bobři) – např. Mé srdce je v horách, Do ráje cesta.
Žije a pracuje v České Lípě, má syna Ondřeje (* 1997).